# Numen
Pour le Numéro d'identification Éducation Nationale, voir NUMEN.
Numen est un mot latin neutre (numen, numinis) qui devient numina au pluriel. Il dérive du verbe intransitif nuo, nuere qui signifie faire un signe de la tête. Ce signe peut manifester un consentement ou une répudiation. Littéralement, ce mot signifie une injonction, une volonté. Les significations de ce terme varient selon le contexte de son emploi : culture latine, étude des religions, psychologie, sociologie ou économie politique.

## Culture latine
Cicéron utilise ce terme pour signifier la « puissance agissante » d'un dieu romain. Virgile utilise le pluriel de numen dans l'Énéide : magna numina precari, que le français traduit simplement par « invoquer les grandes divinités ». Par simulacra numinum l'historien Tacite se réfère aux « statues des puissances agissantes ».
Au sens figuré Pline le Jeune évoque le numen historiae pour signaler la puissance divine de l'histoire. Lucrèce revient au sens premier du mot dans l'expression numen mentis qui se traduit par « volonté de l'esprit ». D'autres textes font du numen la puissance intérieure qui anime chaque romain.
La croyance à la puissance agissante des dieux passe de la culture italienne de l'âge du fer à la religion des flamines de la Rome antique.

## Étude des religions
L'étude générale des religions utilise aussi le mot numen, et parfois son pluriel numina, dans un sens assez proche de celui des latins. Un adjectif français dérive de ce mot : numineux. Dans son livre Veda e antico induismo, Jan Gonda (1905 - 1991) décrit le védisme antique et parle des puissances et des forces qui se révèlent et se manifestent à l'homo vedicus, auxquelles répondent « il sentimento della presenza del numinoso ».
Le théologien luthérien allemand Rudolf Otto (1869 – 1937) utilise le terme « numineux » pour qualifier le niveau atteint par la pensée sis au-delà de l'éthique et du rationnel, niveau qui se présente à la conscience sous l'aspect d'un mystère perçu simultanément comme effrayant et fascinant.
- Numen est le nom d'une revue d'étude des religions publiée par Brill Publishers aux Pays Bas.

## Psychologie
Dans le cadre de la psychologie analytique, le médecin suisse Carl Gustav Jung (1875-1961) rattache le numineux aux archétypes, conçus comme des formes symboliques innées, constitutives de l'inconscient collectif.

## Sociologie
Pour le sociologue français Émile Durkheim (1858 - 1917) le numineux est considéré comme un pouvoir d'interdiction sacré : « sont sacrées les “choses que les interdits protègent et isolent”, et sont profanes “celles auxquelles ces interdits s'appliquent et qui doivent rester à l'écart des premières”. ».

## Économie politique
Pour le philosophe écossais Adam Smith (1723 – 1790), économiste libéral du temps des Lumières, le numineux est assimilé à la main invisible, comme dans ce passage :

« … dans toutes les religions polythéistes, parmi les sauvages comme dans les âges les plus reculés de l'antiquité, ce sont seulement les événements irréguliers de la nature qui sont attribués au pouvoir de leurs dieux. Les feux brûlent, les corps lourds descendent et les substances les plus légères volent par la nécessité de leur propre nature ; on n'envisage jamais de recourir à la “main invisible de Jupiter” dans ces circonstances. Mais le tonnerre et les éclairs, la tempête et le soleil, ces événements plus irréguliers sont attribués à sa colère. »

Il utilise la même expression dans d'autres passages de ses œuvres.